# Муцу (линеен кораб, 1920)
Муцу (на японски: 陸奥, на английски: Mutsu) е линеен кораб на Императорския флот на Япония. Вторият кораб от типа „Нагато“. Наречен в чест на провинцията в северната част на остров Хоншу, префектури Аомори и Ивате.

## История на службата
„Муцу“ е заложен на 1 юни 1918 г., спуснат е на вода на 31 май 1920 г., влиза в строй през октомври 1921 г.
През 1927 г. и 1933 г. на кораба по време на военни учения се намира император Хирохито. От 1933 г. до 1936 г. „Муцу“ преминава модернизация, както и еднотипният му „Нагато“.
От декември 1941 г. и до юни 1942 г. на линкора постоянно се провеждат учения. В битката при атола Мидуей „Муцу“ влиза в главните сили на ескадрата на адмирал Ямамото, но не предприема активни действия.
Участва в сражението при източните Соломонови острови.

## Гибел
На 8 юни 1943 г., в 12.13, в залива на Хирошима, между Хашираджима и островите Суо-Ошима на „Муцу“ избухва взрив в погребите на кърмовите кули. Първи го забелязват от линкора „Нагато“, който в този ден плава към Хашираджима. Първи до мястото на взрива са изпратени два катера от линкора „Фусо“, които приемат на борда по-голямата част от спасилите се моряци. На мястото на катастрофата също пристигат лодки от крайцерите „Могами“ и „Тацута“, пристигат и разрушителите „Таманами“ и „Вакацуки“. В района на катастрофата е обявена противолодъчна тревога, тъй като първата версия за случката е подводна атака. Обаче основната причина за взрива е, най-вероятно, небрежност на екипажа. След взрива корабът се чупи на две части и потъва. От 1474 члена на екипажа „Муцу“ са спасени 353 души. В числото на загиналите са командирът на линкора Мийоши и старшият офицер Оно Коро. На линкора се намират и група от 113 морски летци, от които се спасяват само 13 души. В условията на пълното превъзходство на американската авиация гибелта на сто пилота за японците е крайно тежка загуба.
През юли 1944 г. японците успяват да изпомпат от „Муцу“ 580 тона гориво, което в условията на жестокия дефицит за гориво има голямо значение, но не успяват да извадят кораба.